# Timana obrussoides
Timana obrussoides là một loài bướm đêm trong họ Geometridae.